# Aeschynomene deamii
Aeschynomene deamii är en ärtväxtart som beskrevs av Robinson och Harley Harris Bartlett. Aeschynomene deamii ingår i släktet Aeschynomene och familjen ärtväxter. Inga underarter finns listade i Catalogue of Life.